# Romii din Bulgaria

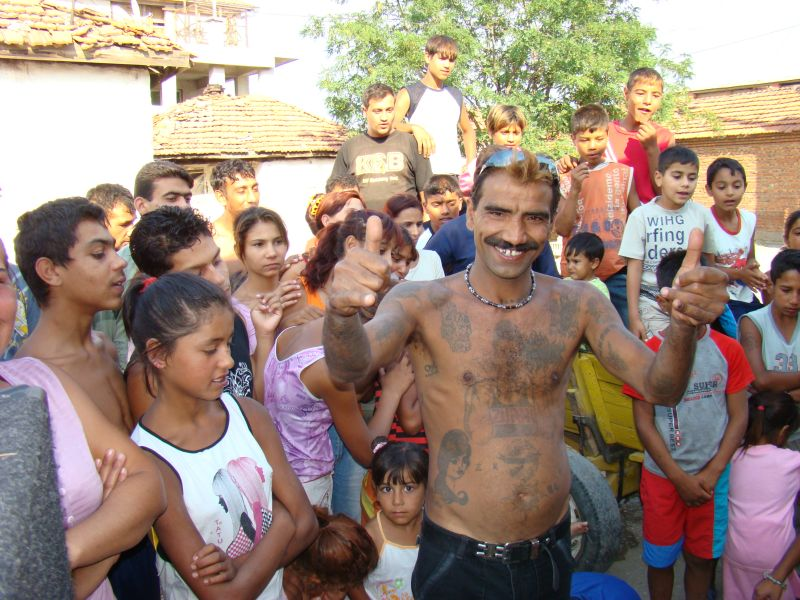
Romi în Sliven

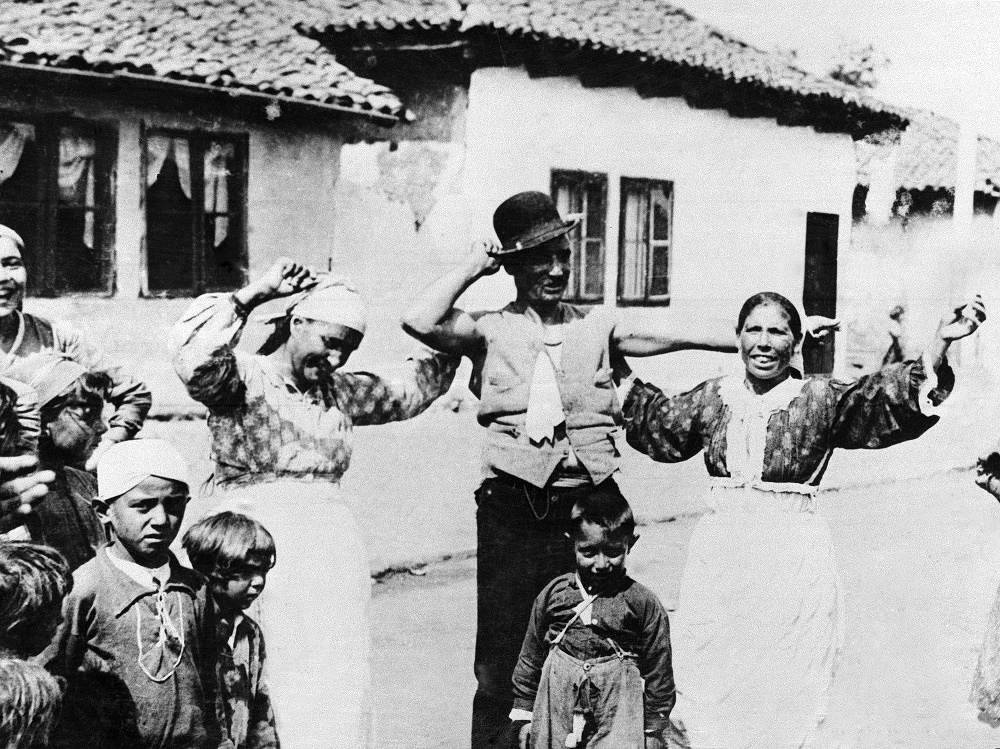
Nuntă țigănească în Sofia, 1936

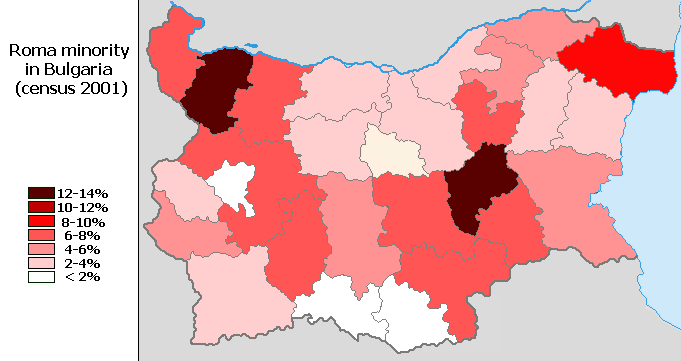
Minoritatea romă în Bulgaria (recensământ 2001)

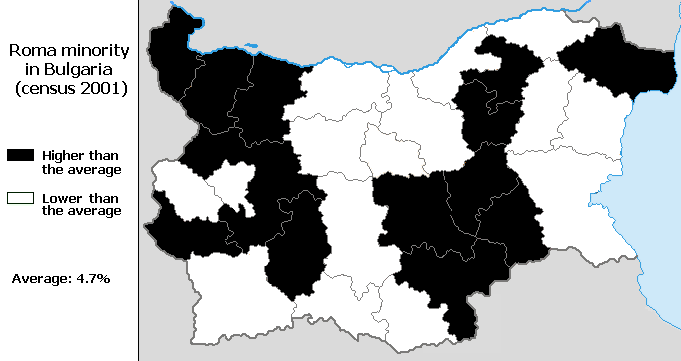
Minoritatea romă în Bulgaria (recensământ 2001)

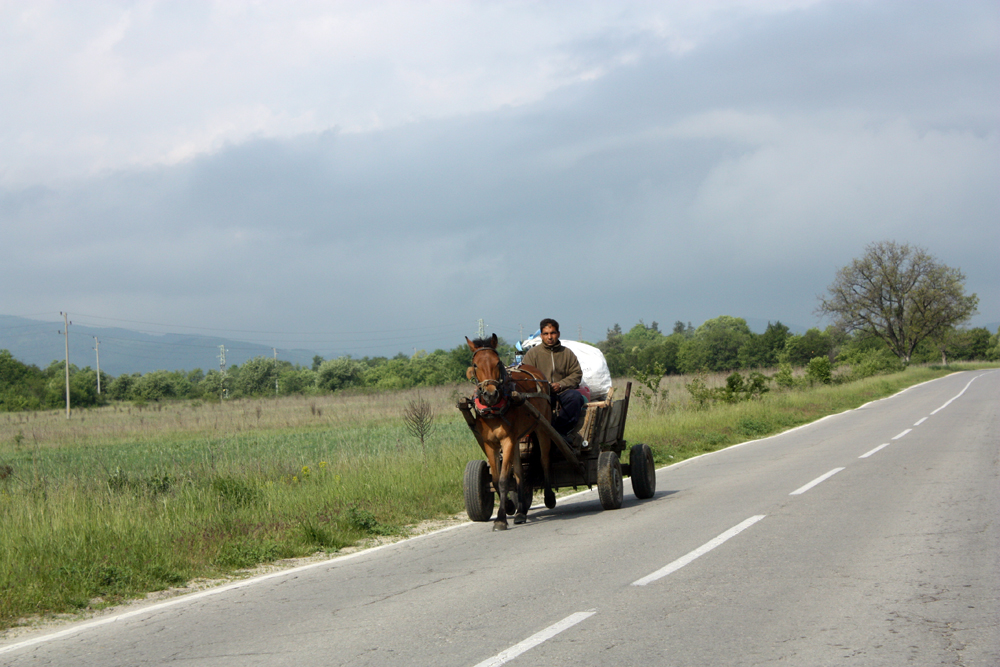
Car cu rrom și cal, în Dolna Bania, pe șoseaua Mare-Carpații Bulgari-Rodopi-Dunăre-Sofia, 2011

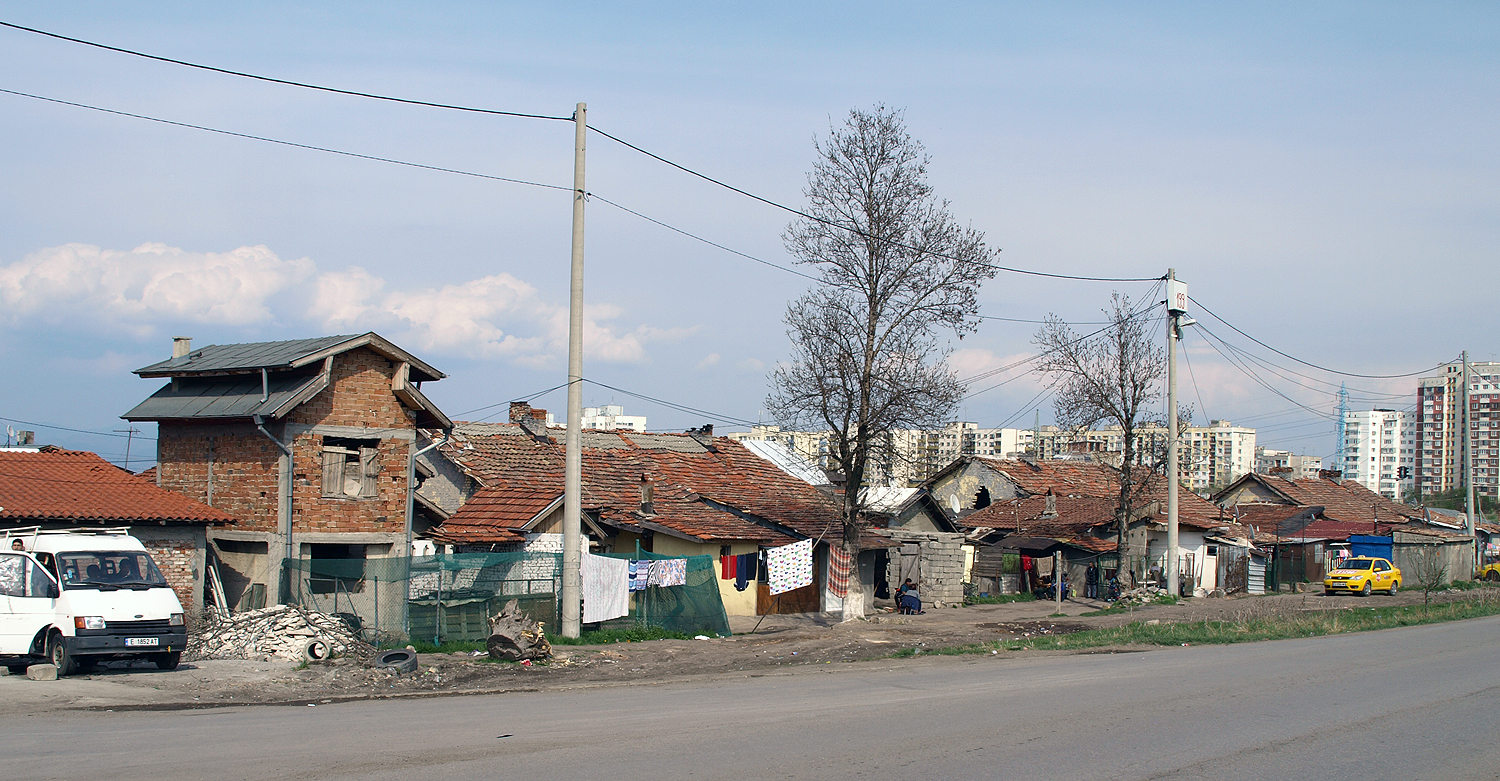
Ghetoul țigănesc Filipovți, regiunea Sofia, 2010

Romii (în bulgară роми), numiți și țigani (în bulgară цигани, denumire ce cuprinde și alte grupuri, vezi Țigani) constituie una dintre cele mai mari minorități etnice din Bulgaria. Conform recensământului populației din 2011 în Bulgaria, în țară trăiau 325.343 de romi, echivalentul a 4,9% din populație, fiind astfel al treilea grup etnic al țării, după bulgari și turci. Romii sunt prezenți în toate regiunile Bulgariei, cei mai mulți în regiunea Montana (12,5%) și regiunea Sliven (12,3%), iar cei mai puțini se găsesc în regiunea Smolean (686 de persoane) adică 0,05% din populație.

## Istoric
Primii țigani au venit în Bulgaria în timpul Imperiului Bizantin (despre secolele XII-XIII), însă sosirea în masă a țiganilor s-a remarcat în timpul înființării puterii otomane (secolele XIV-XVI), care era mai favorabilă noilor țigani decât populației europene autohtone. În timpul războiului dintre Turcia și Austria-Ungaria, la sfârșitul secolului al XVII-lea, țăranii iobagi romi au scăpat de familie, trecând la posesiunile nordice ale Imperiului Otoman, inclusiv pe teritoriul Bulgariei moderne.

## Situația economică
Una dintre marile probleme  ale romilor din Bulgaria o reprezintă șomajul, acesta ajungând până la 100 la sută. Aceste cauze se datorează închiderii în masă a intreprinderilor dar și nivelului scăzut de pregătire școlară și profesională. Doar 20 la sută dintre romii din Bulgaria au o ocupație, de aceea condițiile de viață fiind extrem de proaste. Locuințele lor arătând ca niște ghetouri fără canalizare, curent electric și apă potabilă. În domeniul sănătății aproape 80 la sută dintre romi nu dispun de asigurare de sănătate, majoritatea dintre ei nu se află în evidențele unui medic de familie, neavând acces la tratamentele de prevenție și nici nu dispun de banii necesari pentru cumpărarea lor.
Situația educațională a romilor se înrăutățește tot mai mult deoarece 22 la sută dintre aceștia nu știu să scrie și nici să citească. Doar 30 la sută dintre aceștia au o pregătire  școlară elementară, 30 la sută au absolvit o școală primară, 5,7 dintre aceștia au absolvit un liceu iar aproximativ 0,3 la sută au absolvit universități sau școli superioare tehnice.

## Legături externe
- The 2011 census of the population of the Republic of Bulgaria
- The largest archive of gypsy music on the Internet - 100,000 gypsy songs
- Bulgarian Roma Info Centre
- Tehnitari Association Arhivat în 22 august 2007, la Wayback Machine.
- Studii Romani Specialized Library with Archive Arhivat în 21 august 2006, la Wayback Machine.
- The Gypsy Minority in Bulgaria – Policy and Community Development Arhivat în 28 septembrie 2007, la Wayback Machine. by Elena Marushiakova and Vesselin Popov
- CEGA (СЕГА) Foundation
- START Roma Rights Bulletin Arhivat în 13 august 2014, la Wayback Machine., overview of Roma issues in Bulgaria
- Bulgarian Subject Files - Social Issues: Minorities: Gypsys Arhivat în 17 septembrie 2008, la Wayback Machine. Open Society Archives, Budapest
- Bulgarian Roma Grassroot NGO Roma Together